# Loch Ness
Loch Ness (škotskogelsko Loch Nis, škotskogelska izgovorjava: [l̪ˠɔx ˈniʃ]) je veliko sladkovodno jezero v Škotskem višavju, ki se razteza približno 37 kilometrov jugozahodno od Invernessa. Ime je dobilo po reki Ness, ki teče s severnega konca. Loch Ness je najbolj znan po domnevnih opažanjih kriptozoološke pošasti iz Loch Nessa, ljubkovalno znane tudi kot Nessie (škotskogelsko Niseag). Je eno od niza med seboj povezanih, motnih vodnih teles na Škotskem; njegova vodna vidljivost je izjemno nizka zaradi visoke vsebnosti šote v okoliški zemlji. Južni del se povezuje z jezerom Loch Oich z reko Oich in delom Kaledonskega prekopa. Severni konec se povezuje z jezerom Loch Dochfour preko reke Ness, ki nato vodi v Severno morje preko Moray Firth.

## Geografija
Loch Ness je s 56 km² drugo največje škotsko jezero po površini za Loch Lomondom, vendar je zaradi velike globine največje po prostornini v Veliki Britaniji. Njegova najgloblja točka je 230 metrov, zaradi česar je drugo najgloblje jezero na Škotskem za jezerom Morar. Vsebuje več vode kot vsa jezera v Angliji in Walesu skupaj in je največje vodno telo v Great Glenu, ki poteka od Invernessa na severu do Fort Williama na jugu. Njegova površina je 16 metrov nad morsko gladino. Vsebuje en sam, umetni otok, imenovan Cherry Island (škotskogelsko Eilean Muireach) na jugozahodnem koncu. Okoli jezera je devet vasi, pa tudi grad Urquhart; vas Drumnadrochit vsebuje Center in razstavo Loch Ness.
Raziskava iz leta 2016 je trdila, da so odkrili razpoko, ki sega do globine 271 m, vendar so nadaljnje raziskave ugotovile, da gre za anomalijo sonarja. Loch Ness leži vzdolž preloma Great Glen, ki tvori črto šibkosti v skalah, ki jih je izkopala ledeniška erozija in tvori porečja Loch Lochy, Loch Oich in Loch Ness.
Loch Ness ima en majhen otok, Cherry Island (škotskogelsko Eilean Muireach, kar pomeni Murdochov otok), na jugozahodnem koncu jezera. To je umetni otok, znan kot crannog in je bil verjetno zgrajen v železni dobi. Otok je bil prvotno širok 49 m krat 51 m, zdaj pa je manjši, saj se je gladina vode dvignila med gradnjo Kaledonskega prekopa v zgodnjem 19. stoletju. Prej je bil v bližini drugi naravni otok, imenovan Pasji otok (škotskogelsko Eilean Nan Con), vendar je bil potopljen, ko se je gladina dvignila. V 15. stoletju je na Cherry Island stal grad; ta je bil zgrajen iz kamna in hrastovega lesa in je bil verjetno uporabljen kot utrjeno zatočišče. Domneva se, da je bil Eilean Muireach morda lovska koča, Eilean Nan Con pa dom za lovske pse.
Jezero je eno od niza med seboj povezanih, motnih vodnih teles na Škotskem; njegova vodna vidljivost je zaradi visoke vsebnosti šote v okoliški zemlji izjemno nizka. Južni konec se napaja z reko Oich, ki teče iz jezera Loch Oich. Severni konec teče skozi Bona Narrows v Loch Dochfour; Batimetrična raziskava škotskih sladkovodnih jezer je Loch Dochfour obravnavala kot ločeno od Loch Nessa, vendar ga je mogoče obravnavati tudi kot del Loch Nessa. Jez Dochgarroch na spodnjem koncu jezera Loch Dochfour označuje začetek reke Ness, ki  na koncu vodi skozi Inverness do Severnega morja preko Moray Firth. Loch Ness je del Kaledonskega prekopa, ki obsega 100 kilometrov vodnih poti, ki povezujejo vzhodno obalo Škotske pri Invernessu z zahodno obalo pri Corpachthe blizu Fort Williama. Samo ena tretjina celotne dolžine je umetna, preostanek tvorijo Loch Dochfour, Loch Ness, Loch Oich in Loch Lochy, z umetnimi prekopi, ki tečejo vzporedno z rekami, kot je reka Oich.

### Vasi in točke
| Obala   | Lokacija                                                    |
| ------- | ----------------------------------------------------------- |
| Severna | - Lochend                                                   |
| Zahodna | - Abriachan - Drumnadrochit - grad Urquhart - Invermoriston |
| Vzhodna | - Dores - Inverfarigaig - Foyers - Whitebridge              |
| Južna   | - Fort Augustus                                             |

V Drumnadrochitu je Center in razstava Loch Ness, ki raziskuje naravno zgodovino in legendo Loch Nessa. Križarjenja z ladjo potekajo z različnih lokacij na obali jezera, kar obiskovalcem omogoča, da iščejo 'pošast'.
Grad Urquhart stoji na zahodni obali, 2 kilometra vzhodno od Drumnadrochita.
Svetilniki so na severnem in južnem koncu v Lochendu (svetilnik Bona) in Fort Augustus. Na severni obali blizu Drumnadrochita je postaja za reševalne čolne RNLI, ki deluje od leta 2008 in je bila prva neobalna postaja RNLI. Ima prostovoljno osebje in je opremljena z obalnim rešilnim čolnom (ILB).

## Etimologija
Loch Ness je dobil ime po reki Ness, ki teče s severnega konca jezera. Ime reke verjetno izhaja iz stare keltske besede, ki pomeni 'rjoveči'. William Mackay v svoji knjigi Urquhart and Glenmoriston: Olden times in a highland parish iz leta 1893 pripoveduje o dveh škotskih legendah, o katerih poročajo kot o viru imena. V prvem je izvir v dolini začaral Daly Druid za čistost, z opominom, da mora biti odprtina vodnjaka prekrita s kamnom, kadar koli ni v uporabi, sicer bo »deželo zajelo opustošenje«. Nekega dne je ženska pustila vodnjak nepokrit, ko je hitela rešiti svojega otroka pred ognjem, in ta se je razlil in napolnil dolino ter oblikoval jezero. Prebivalci so vzklikali »Tha loch 'nis ann, tha loch 'nis ann!« (Zdaj je jezero, zdaj je jezero!), zato so ga poimenovali Loch Nis. Druga legenda, ki jo je Mackay poimenoval Zgodbe o sinovih Uisneachovih in zdaj velja za del Ulstrskega cikla irske mitologije, pripoveduje o Irki Deirdre ali Dearduil, »najlepši ženski svojega časa«, ki ji je dvoril kralj Ulstra, Conachar MacNessa; namesto tega se je zaljubila v njegovega bratranca Noaisa, Uisneachovega sina. Pobegnila sta na Škotsko in se poročila na bregovih jezera, vendar je Noaisa ubil MacNessa in po njem so poimenovali Loch Naois, River Naois in Iverness. Mackay trdi, da čeprav te legende niso 'pravi' izvor imena, imajo številni kraji v okrožju imena, povezana z Zgodbami o sinovih Uisneacha in da iste zgodbe navajajo mater Conacharja MacNessa kot boginjo reke Ness. Namesto tega je trdil, da etimologija keltskega Ness izhaja iz prejšnjih besed za 'reko'.

## Pošast
Loch Ness je znan kot dom mitske pošasti iz Loch Nessa (znane tudi kot Nessie), kriptide, domnevno velike neznane živali. Podobna je drugim domnevnim jezerskim pošastim na Škotskem in drugod, čeprav se njen opis razlikuje od poročila do poročila. Ljudsko zanimanje in vera v obstoj živali sta se spreminjala, odkar je leta 1933 nanjo prvič opozorila svetovna javnost.

## Vrste rib
Naslednje vrste rib so avtohtone v jezeru Loch Ness. Številne druge, kot sta ostriž in ščurka, so bile vnesene v Loch ali Kaledonski prekop z različnimi stopnjami uspeha.
| Rečna jegulja          | Anguilla anguilla                                                                                      |
| Navadna ščuka          | Esox lucius                                                                                            |
| Atlantski jeseter      | Acipenser sturio (nepotrjen v Lochu, vendar znan iz Beauly–Moray Firth, ki je povezan preko reke Ness) |
| navadni zet            | Gasterosteus aculeatus.                                                                                |
| Zahodni potočni piškur | Lampetra planeri                                                                                       |
| Pisanec                | Phoxinus phoxinus                                                                                      |
| Atlantski losos        | Salmo salar                                                                                            |
| Potočna postrv         | Salmo trutta                                                                                           |
| postrv ferox trout     | Salmo trutta (Salmo ferox)                                                                             |
| Jezerska zlatovčica    | Salvelinus alpinus                                                                                     |

## Hidroelektrne
Loch Ness služi kot spodnji rezervoar za črpalno hidroelektrarno Foyers s 300 MW, ki je bila odprta leta 1975. Manjša elektrarna (5 MW) v bližini je prej zagotavljala energijo za talilnico aluminija, zdaj pa se elektrika proizvaja in dobavlja v nacionalno omrežje. Druga shema, 100-megavatna hidroelektrarna Glendoe blizu Fort Augustusa, je začela proizvajati elektriko junija 2009. Med letoma 2009 in 2012 ni bila v uporabi zaradi popravila predorov, ki povezujejo rezervoar s turbinami. Projekt Red John s 450 MW / 2,8 GWh je bil odobren leta 2021. Če bi bil financiran v višini 550 milijonov funtov, bi v bližini Doresa shranil 5 milijonov kubičnih metrov vode.

## Galerija
- Zapornice na Kaledonskem kanalu v Fort Augustusu, Loch Ness v ozadju
- Loch Ness gleda proti jugu, posneto maja 2006
- Sončni vzhod nad jezerom Loch Ness, posneto na gradu Urquhart
- Panorama jezera Loch Ness z ladje leta 2008
- Cherry Island

## Zanimivosti
John Cobb je leta 1952 umrl, ko je poskušal doseči vodni hitrostni rekord, ko je njegov čoln Crusader zadel v nepojasnjeno brazdo na gladini jezera. Njegovo nesrečo so takrat posneli novinarji BBC na kraju samem. V bližini je njegov spomenik, ki so ga postavili prebivalci Glenurquharta.
31. avgusta 1974 je David Scott Munro iz vodno smučarskega kluba Ross-shire Caberfeidh postal prvi človek na svetu, ki je presmučal na vodi (mono smuči) po dolžini jezera Loch Ness. Od Lochenda do Fort Augustusa in nazaj je prevozil 77 km v 77 minutah s povprečno hitrostjo 60 km/h.
Julija 1966 je Brenda Sherratt postala prva oseba, ki je preplavala dolžino jezera. Za ta podvig je potrebovala 31 ur in 27 minut.
23. septembra 2022 je plavalec Ross Edgley v jezeru Loch Ness poskušal najdaljše neprekinjeno plavati v odprti vodi na svetu. Po 52 urah in 39 minutah je bil zaradi pojava celulitisa in hipotermije prisiljen predčasno končati plavanje in so ga odpeljali v bolnišnico. Plavanje je potekalo v podporo organizaciji Parley for the Oceans.